# 雲田はるこ
雲田 はるこ（くもた はるこ）は、日本の漫画家。栃木県栃木市出身・在住。栃木市ふるさと大使。

## 経歴
栃木県立栃木女子高等学校卒業（美術部所属）。2002年頃から漫画を描き始め、漫画家アシスタントを経験する。2008年、東京漫画社のボーイズラブ・アンソロジー「職業カタログ」に掲載の短篇『窓辺の君』で漫画家としてデビュー。
2010年、短篇集『野ばら』が「このBLがやばい！2011」にて3位にランキングする。
その後一般作品に進出し、『昭和元禄落語心中』を『ITAN』（講談社）2010年零号（創刊号）から2016年まで連載。同作は第17回文化庁メディア芸術祭マンガ部門優秀賞、第38回（2014年度）講談社漫画賞一般部門、第21回（2016年度）手塚治虫文化賞新生賞をそれぞれ受賞している。

## 作品リスト
- 『窓辺の君』東京漫画社〈MARBLE COMICS〉全1巻
- 『野ばら』東京漫画社〈MARBLE COMICS〉全1巻
- 『いとしの猫っ毛』リブレ〈Citron comics〉全7巻
- 『昭和元禄落語心中』講談社〈KCx ITAN〉全10巻（『ITAN』2010年零号 - 2016年32号）
  - （新装版）講談社〈BE LOVE KC〉既刊5巻（2025年4月11日現在）
- 『新宿ラッキーホール』祥伝社〈on BLUE COMICS〉全2巻
- 『舟を編む』講談社〈KCx〉全2巻
- 『R先生のおやつ』文藝春秋、2018年発行、ISBN 978-4-16-390920-2
- 『ばらの森にいた頃』祥伝社〈on BLUE COMICS〉全1巻

## 挿絵
- 三浦しをん『舟を編む』‐ 2016年放映のテレビアニメでは「キャラクター原案」
- 古市憲寿『アスク・ミー・ホワイ』

## 人物
- 親交のあるサンキュータツオによると、実家では父親が趣味で薔薇を栽培。品種・配置・ライトアップなどプロ級の腕前であるという[4]。